# 스톡홀름 올림픽 스타디움
스톡홀름 올림피아스타디온(스웨덴어: Stockholms Olympiastadion) 또는 스톡홀름 스타디온(Stockholms stadion)은 스웨덴 스톡홀름에 위치한 다목적 경기장으로, 토르벤 그루트(Torben Grut)가 설계를 담당했다. 1912년 하계 올림픽 주경기장으로 사용되었으며 육상 경기 외에 승마와 축구, 체조 경기 대부분과 근대 5종 경기의 육상 부문, 줄다리기, 레슬링 경기가 개최되었다.
1956년 멜버른에서 열린 하계 올림픽 승마 경기가 이 곳에서 개최되었는데 이는 당시 오스트레일리아의 검역 규정 때문에 멜버른에서 승마 경기를 치를 수 없게 되자 스톡홀름에서 대신 치르기로 결정했기 때문이었다. 13,145명에서 14,500명까지를 수용할 수 있으며 콘서트 개최시에는 33,000명을 수용할 수 있다. 1973년 이 곳을 연결하는 지하철 노선이 개통되었다.

## 사진

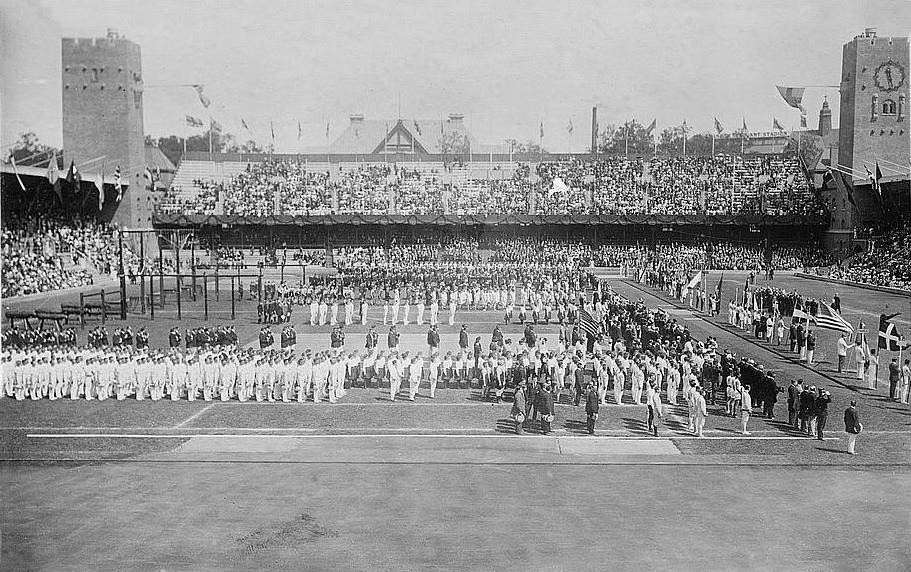
1912년 하계 올림픽 개막식
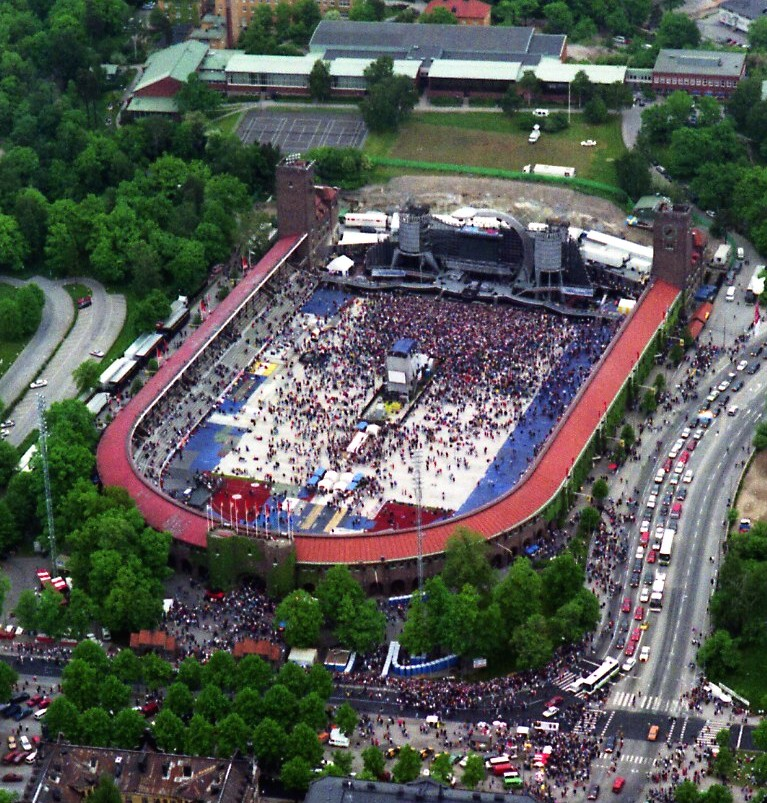
하늘에서 내려다 본 경기장의 모습
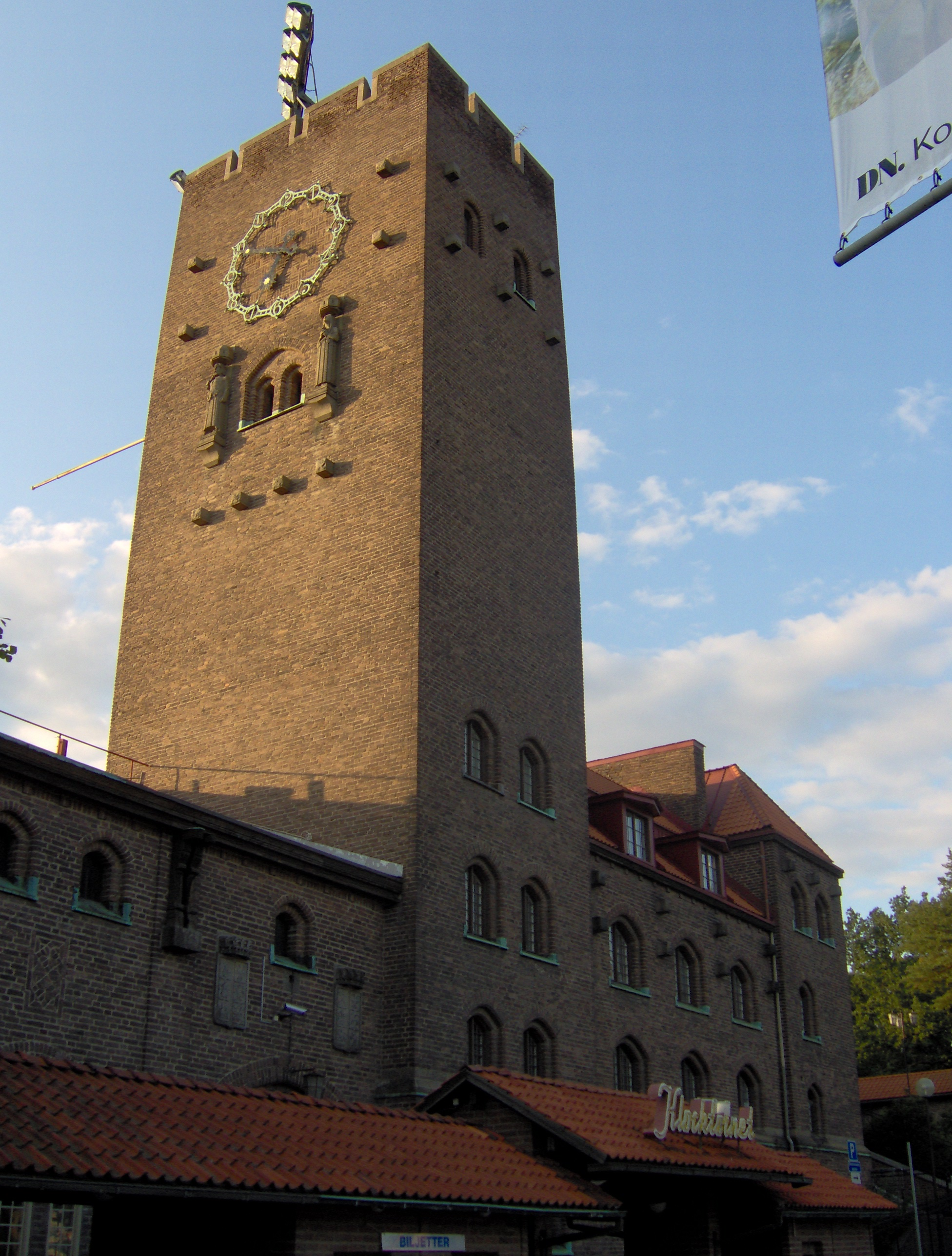
종탑
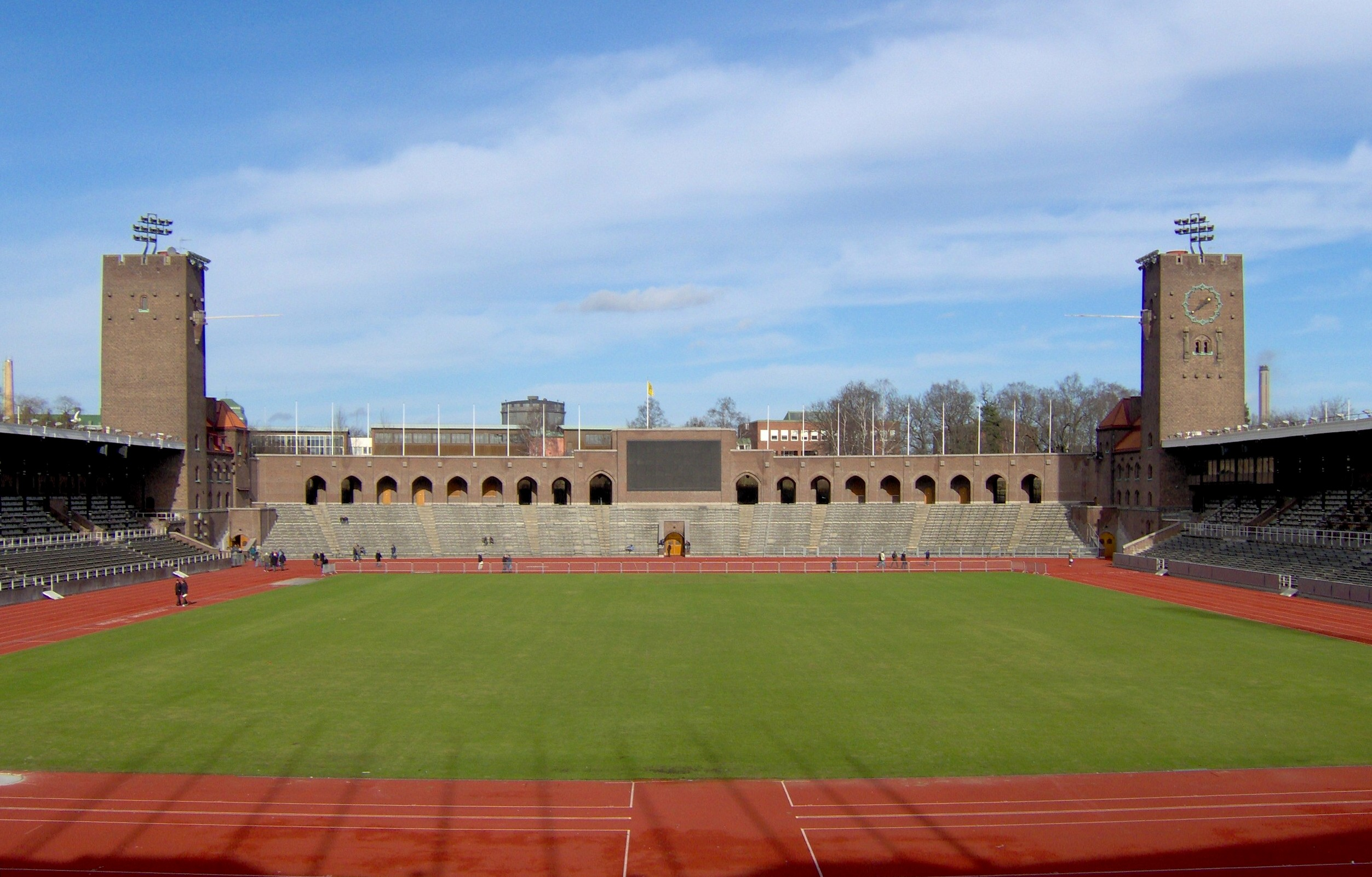
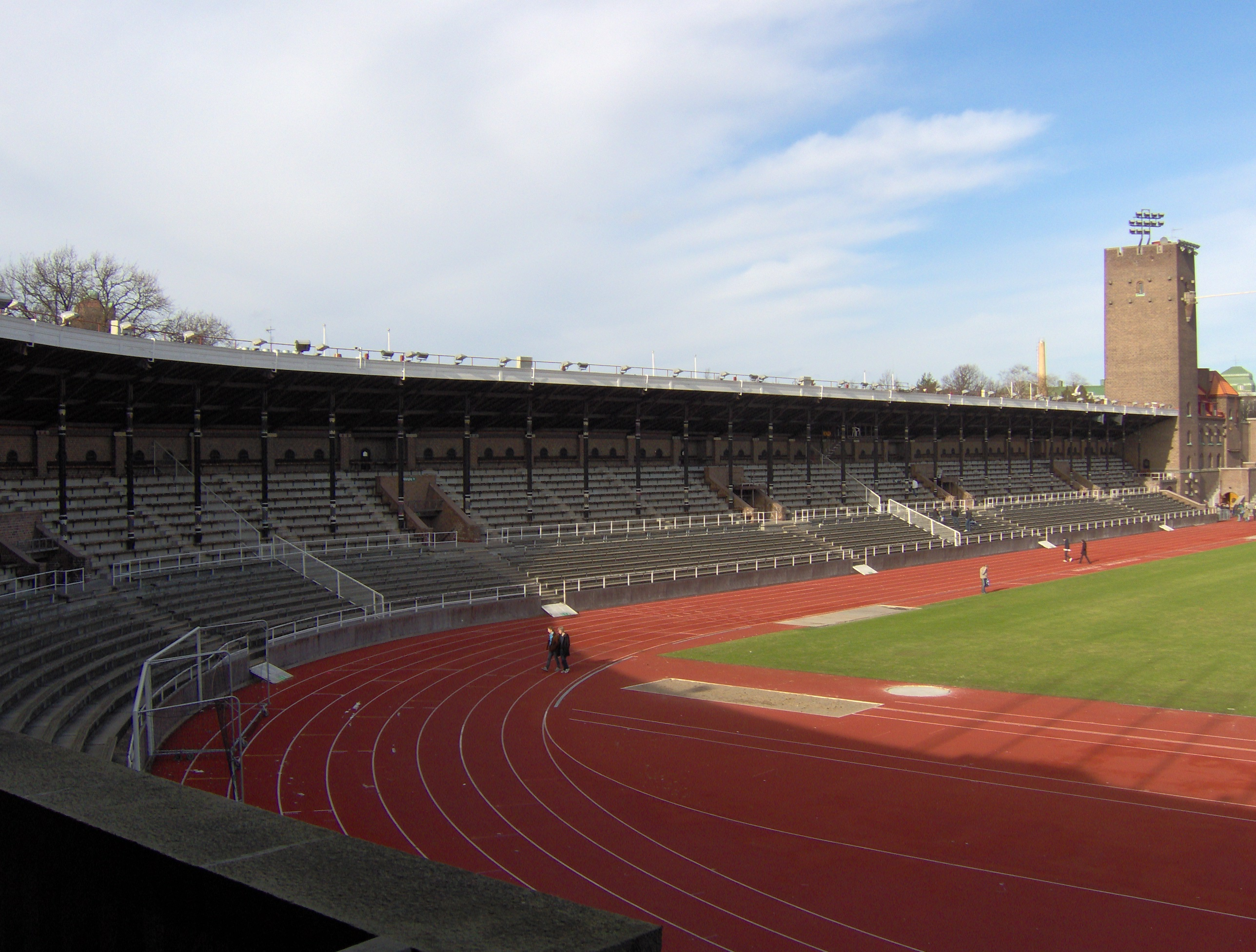
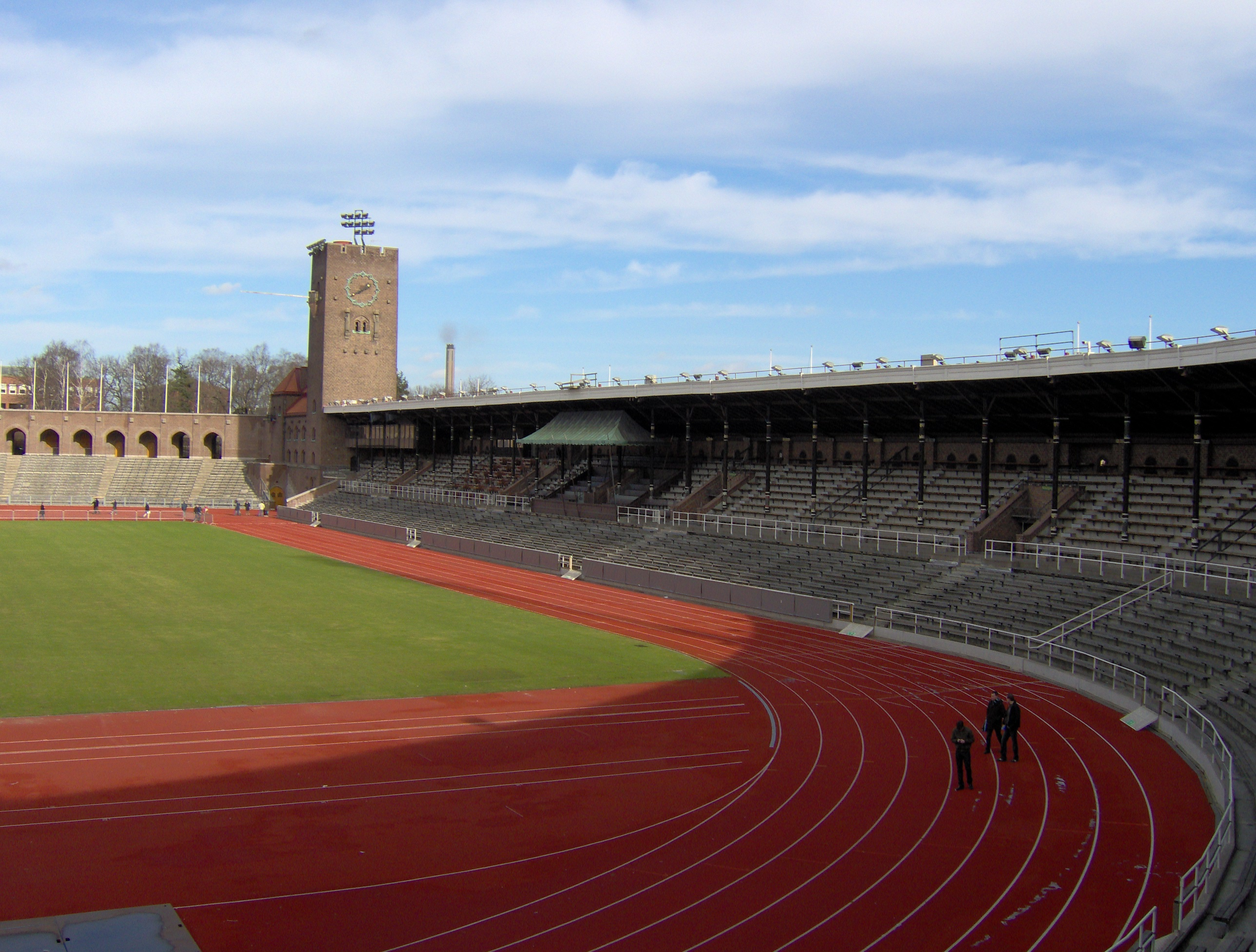

## 기록

### 1934년 FIFA 월드컵 유럽 지역 예선
| 날짜            | 팀 1   | 스코어 | 팀 2       | 라운드 |
| --------------- | ------ | ------ | ---------- | ------ |
| 1933년 6월 11일 | 스웨덴 | 6 - 2  | 에스토니아 | 1조    |